# Léo Pétrot
Léo Pétrot (* 15. April 1997 in Firminy) ist ein französischer Fußballspieler, der bei der AS Saint-Étienne in der Ligue 2 spielt.

## Karriere
Pétrot begann seine fußballerische Ausbildung bei der US Monistrol. 2012 wechselte er in die Jugendakademie der AS Saint-Étienne. In der Saison 2015/16 spielte er neunmal für die zweite Mannschaft in der National 3 und stand zudem einmal für die Profimannschaft in der Coupe de la Ligue im Kader. Bis zum Ende der Spielzeit 2017/18 spielte er ausschließlich für die zweite Mannschaft und schaffte mit diesem Team anschließend den Aufstieg in die National 2. 2018/19 stand er dann, neben 27 Einsätzen und einem Tor in der vierten Liga, das erste Mal im Kader der Ligue 1.
Im Sommer 2019 wechselte er zum Ligakonkurrenten der Zweitmannschaft, den Andrézieux-Bouthéon FC. In der ersten Saison spielte er 13 Mal in der vierten Spielklasse. In der Saison 2020/21 spielte er dort neunmal und traf zudem das erste Mal für den Verein.
Nach sechs Jahren im Amateurbereich schaffte er im Sommer 2021 den Sprung in die Ligue 1 und wechselte zum FC Lorient. Am 29. August 2021 (4. Spieltag) debütierte er im Profibereich bei einem 2:2-Unentschieden gegen den RC Lens, als er über 90 Minuten spielte. In der gesamten Saison 2021/22 war er nur zeitweise Stammspieler bei Lorient.
Nachdem er bei Lorient nicht wirklich Fuß fassen konnte, kehrte er im August 2022 zu seinem Ex-Klub AS Saint-Étienne zurück, für die er zu dem Zeitpunkt nur Spiele für die Zweitmannschaft bestritten hatte.

## Erfolge
AS Saint-Étienne B
- Aufstieg in die National 2: 2018